# Franc Roddam
Francis George Roddam (Norton, Stockton-on-Tees, 29 de abril de 1946) é um cineasta e documentarista britânico.
É mais conhecido por seu trabalho no filme Quadrophenia e pela série televisiva The Family.
Roddam também é o criador do MasterChef que deu origem no Reino Unido